# Miguel Buiza Fernández-Palacios
Miguel Buiza Fernández-Palacios (Sevilla, 25 de enero de 1898-Marsella, 23 de junio de 1963) fue un militar y marino español que durante la Guerra Civil prestó sus servicios en el bando republicano.

## Biografía
Miguel Buiza nació en Sevilla el 25 de enero de 1898. En 1915, cuando contaba con diecisiete años de edad, ingresó en la Escuela Naval Militar, recién inaugurada en el Apostadero de Cádiz, y fue ascendido al grado de capitán de corbeta en 1932, ya durante la Segunda República Española. Hugh Thomas en sus obras describe a Buiza como un hombre reservado y valiente, pero tímido.

### Guerra civil española
Dos días después de haber estallado la guerra civil española le fue asignado el mando del crucero Libertad, dirigiendo poco después, en agosto de 1936, la agrupación naval gubernamental que se encargó del desembarco en Porto Cristo (Mallorca). El 2 de septiembre de dicho año fue nombrado Almirante Jefe de la flota gubernamental, la cual mandó sin mucha fortuna dada la ineficacia con la que actuó bajo su mando. El presidente Azaña reconocía en sus memorias la ineficacia de la Armada gubernamental, especialmente en el hecho de ganar la guerra. Buiza sería relevado del mando de la flota un año más tarde, debido al desafortunado combate naval de cabo Cherchell, frente a las costas de Argelia, en la cual la flota republicana tuvo una decepcionante actuación contra el crucero Baleares, que pudo escapar frente a una clara superioridad republicana. Consecuencia de este relevo, el 25 de octubre fue sustituido en el mando de la flota por el capitán de navío (ascendido a Almirante) Luis González Ubieta, mientras que Buiza ocupó sucesivamente los puestos de jefe de Estado Mayor de Marina, jefe de la Junta de Recompensas y jefe de la Sección de Personal, hasta que, el 22 de enero de 1939, fue designado de nuevo jefe de la flota republicana. En ese momento la ofensiva de Cataluña estaba llegando a su fin y, antes de partir hacia Cartagena para hacerse cargo de la flota, Buiza había dispuesto la marcha a Francia de su esposa, Maravilla, y sus dos hijas, pero el 26 de enero, poco después de dar a luz y el mismo día que las tropas franquistas entraban en la ciudad, su mujer se suicidó en Barcelona.
El 16 de febrero asistió a una reunión en el aeródromo de Los Llanos entre el presidente del Gobierno Juan Negrín y los principales dirigentes militares republicanos, a la que asistieron los generales Leopoldo Menéndez, José Miaja, Manuel Matallana y Carlos Bernal; los coroneles Segismundo Casado, Antonio Escobar y Domingo Moriones, y el teniente coronel Antonio Camacho. Se expuso la necesidad de negociar con Franco el final de la guerra, en vista de la pésima situación militar de la República. Buiza, como comandante en jefe de la Armada, insistió en la necesidad de poner final a la guerra y avisó de que las tripulaciones de la Armada estaban hastiadas por el desenlace la guerra y cercanas a la insubordinación.
A principios de marzo, estando la flota republicana fondeada en el puerto de Cartagena, el recién nombrado Almirante informó al presidente Negrín que una comisión representativa de las tripulaciones de la flota había constatado la imposibilidad de ganar la guerra, solicitando de nuevo al Gobierno que pactara un acuerdo de paz con Franco a fin de evitar el más que probable bombardeo aéreo sobre las ya indefensas unidades de guerra republicanas. Sin embargo, nuevamente su petición fue ignorada por Negrín, que además nombró al comandante comunista Francisco Galán como jefe de la Base naval de Cartagena para asegurarse de su fidelidad, lo que causó una gran indignación en la Armada republicana y su mandos. Tanto Buiza como el comisario general de la Armada, Bruno Alonso, pensaron atacar la ciudad y los cuarteles generales. Lo cierto es que Buiza era conocedor, si acaso es que no participaba en la misma, de la conspiración que se estaba desarrollando entre algunos militares y dirigentes republicanos contra el Gobierno de Negrín, pero no pudo evitar el estallido de una sublevación en la base de Cartagena, seguida por gran parte la guarnición militar de la ciudad. En medio de esta situación, el 5 de marzo de 1939 ordenó la partida de la flota republicana desde Cartagena, con lo que la República perdía sus tres cruceros, ocho destructores y otras unidades menores. Una vez en alta mar, Buiza y las tripulaciones de los barcos decidieron poner rumbo a la base naval de Bizerta, en Túnez, donde se entregaron a las autoridades militares francesas.

### Exilio
Tras la entrega de la flota y después de unos meses de internamiento, en mayo de 1939 Buiza pidió el ingreso en la Legión Extranjera francesa con el grado de capitán, y en la que llegó a alcanzar el grado de comandante. En noviembre de 1942, tras el desembarco aliado en el norte de África, se alistó en el gaullista Corps francs d'Afrique (CFA) y participó en la campaña de Túnez, donde su actuación le valió la concesión de la Cruz de Guerra con Palmas. Aunque se retiró en 1943, cuando preparaba su boda y al parecer por motivos de salud, ya se había convertido en un símbolo para los republicanos que continuaron luchando en la Segunda Guerra Mundial, hasta el punto de que llevaba su nombre, "Amiral Buiza", uno de los blindados españoles de la División Leclerc que participaron en la liberación de París, el único bautizado en honor de una persona.
En 1947 trabajó al servicio de las organizaciones que luchaban por el reconocimiento del Estado de Israel, poniéndose al mando de un barco mercante que transportaba judíos al Mandato Británico de Palestina. Fue detenido por las autoridades británicas e internado en un campo de concentración en Haifa. Una vez liberado se estableció en Orán, pasando posteriormente a Marsella, donde falleció el 23 de junio de 1963.